# Guantanamo
 For alternative betydninger, se Guantanamo (flertydig). (Se også artikler, som begynder med Guantanamo)
Guantanamo (Guantánamo er et taino navn der betyder "land mellem floder") er en by i det sydøstlige Cuba. Guantanamo er hovedstaden i Guantanamo-provinsen og har omkring 228.436 (2012) indbyggere, indbyggere, der hovedsagelig lever af at producere sukkerrør og bomuld.
Omkring 15 km fra byen ligger den amerikanske flådebase Guantanamo Bay med dens fangelejr for terror-mistænkte. Guantanamo har også landets eneste McDonalds. I Guantanamo er der en lille restaurant her foregik planlægningen af statskuppet i 1959 [kilde mangler].